# Municipio de Fishing River (condado de Ray)
El municipio de Fishing River (en inglés: Fishing River Township) es un municipio ubicado en el condado de Ray en el estado estadounidense de Misuri. En el año 2010 tenía una población de 5010 habitantes y una densidad poblacional de 35,31 personas por km².

## Geografía
El municipio de Fishing River se encuentra ubicado en las coordenadas 39°19′37″N 94°9′29″O / 39.32694, -94.15806. Según la Oficina del Censo de los Estados Unidos, el municipio tiene una superficie total de 141.87 km², de la cual 141.28 km² corresponden a tierra firme y (0.41%) 0.58 km² es agua.

## Demografía
Según el censo de 2010, había 5010 personas residiendo en el municipio de Fishing River. La densidad de población era de 35,31 hab./km². De los 5010 habitantes, el municipio de Fishing River estaba compuesto por el 97.03% blancos, el 0.6% eran afroamericanos, el 0.6% eran amerindios, el 0.26% eran asiáticos, el 0.04% eran isleños del Pacífico, el 0.34% eran de otras razas y el 1.14% pertenecían a dos o más razas. Del total de la población el 1.84% eran hispanos o latinos de cualquier raza.